# Brzozowianka
Brzozowianka – potok, prawy dopływ Dunajca o długości 12,74 km i powierzchni zlewni 43,83 km². 
Najwyżej położone źródła potoku znajdują się na północnych stokach grzbietu Suchej Góry na Pogórzu Rożnowskim. Zasilany jest wieloma potokami, największym z nich jest potok Siemiechowianka. Zlewnia Brzozowianki w całości znajduje się na Pogórzu Rożnowskim i obejmuje tereny miejscowości Polichty, Brzozowa, Siemiechów, Faściszowa, Lusławice i Wróblowice. W tej ostatniej miejscowości uchodzi do Dunajca na wysokości 207 m.
Tylko górne odcinki potoków spływających z północnych zboczy Suchej Góry mają dość duży spadek, wszystkie pozostałe, jak również główne koryto Brzozowianki spływają przez rozległe i płaskie dno doliny Dunajca i mają niewielki spadek. W dolnym biegu Brzozowianka meandruje w sposób typowy dla cieków nizinnych. Niemal cała zlewnia Brzozowianki to tereny zajęte przez pola uprawne i zabudowania, obszarów zalesionych jest bardzo niewiele.